# Civate
Civate este o comună din provincia Lecco, Italia. În 2011 avea o populație de 4,020 de locuitori.

## Demografie
Civate - evoluția demografică

|  | Graficele sunt indisponibile din cauza unor probleme tehnice. Mai multe informații se găsesc la Phabricator și la wiki-ul MediaWiki. |

Date: Recensăminte sau birourile de statistică - grafică realizată de Wikipedia

## Monumente
- San Pietro al Monte⁠(de)[traduceți], mănăstire benedictină din secolul al XI-lea